# Anitra Steen
Anitra Steen, née Bergström le 13 mai 1949, était la directrice du Systembolaget, le monopole suédois des ventes alcoolisées à plus de 3,5 %, pendant les années 1999-2009. Le 6 décembre 2003, elle s'est mariée avec Göran Persson alors Premier ministre de la Suède.